# Махнівська сільська рада
| Махнівська сільська рада — колишній орган місцевого самоврядування у Козятинському районі Вінницької області з адміністративним центром у с. Махнівка. Сільській раді підпорядковані населені пункти: - с. Махнівка - с. Марківці - с. Медведівка - с. Мшанець - с-ще Садове |

## Склад ради
Рада складалася з 20 депутатів та голови.

## Керівний склад сільської ради
| ПІБ                           | Основні відомості           | Дата обрання | Дата звільнення |
| ----------------------------- | --------------------------- | ------------ | --------------- |
| Кузьмінський Павло Вікторович | Сільський голова, 1957 р.н. | 9.11.2016    |                 |
|                               |                             |              |                 |

Примітка: таблиця складена за даними джерела